# Бримё, Мария де
Мария де Бримё (фр. Marie de Brimeu; ок. 1550, Меген? — 18 апреля 1605, Льеж) — графиня ван Меген, княгиня де Шиме, участница Нидерландской революции.

## Биография
Младшая из двух дочерей Жоржа де Бримё, сеньора де Керьё (ум. ранее 1572), от второго брака с Анной фон Вальтхаузен, правнучка Ги де Бримё, сеньора де Эмберкура.
В 1572 году унаследовала от дяди, Шарля де Бримё, статхаудера Гелдерна, графство Меген в Северном Брабанте.
Незадолго до 29 января 1572 вышла замуж за Ланселота де Берлемона, сеньора де Борен (ум. 1578), валлонского дворянина, сражавшегося на стороне короля Испании. От этого брака были двое детей, умерших юными. В конце 1570-х годов приняла кальвинизм и встала на сторону оранжистов.
14 сентября 1580 вышла вторым браком за Шарля III де Кроя, князя де Шиме, бывшего на десять лет моложе нее. Имела значительное влияние на мужа, которого в 1582 году также убедила сменить веру и примкнуть к принцу Оранскому. После того, как де Крой вступил в конфликт с оранжистами, и в 1584 году вернулся в лоно церкви и на службу Испании, Мария осталась в Северных Нидерландах, где жила в Мидделбурге, Делфте, Утрехте, Лейдене (с 1590) и Гааге, и в течение 15 лет вела непрерывные тяжбы с мужем, заблокировавшим поступление денежных средств с её владений, а в 1586 году пытавшимся её отравить.
В период английской интервенции Мария де Бримё поддерживала добрые отношения с графом Лестером, а в 1593 году перебралась в Гаагу, по предложению Генеральных штатов, оплативших ей жилье. Формальное примирение с мужем состоялось в 1600 году. Мария переехала в Льеж, но супруги жили раздельно.
Политическая деятельность Марии де Бримё, пользовавшейся большим влиянием в лагере протестантов, положительно оценивается голландской патриотической историографией, и отрицательно — бельгийскими историками-патриотами.
Графиня ван Меген также была известна своими занятиями ботаникой и значительными познаниями в садоводстве. Эти интересы она разделяла со своими знатными подругами — Луизой де Колиньи и сеньорами ван Бредероде, Матенессе и де Лален. С начала 1570-х годов Мария поддерживала постоянные контакты с известным ботаником Карлом Клузиусом, и во время пребывания в Лейдене использовала свое влияние при дворе и в Лейденском университете, чтобы выхлопотать ему место в этом заведении. Также была знакома с Юстом Липсием, а в своем лейденском саду, расположенном рядом с участком, где в 1593 году был основан университетский ботанический сад, выращивала тюльпаны и различные экзотические растения.